# Круглов, Сергей Павлович
Сергей Павлович Круглов (05.04.1929 — 20.01.2014) — российский учёный, доктор физико-математических наук (1986), профессор, заведующий лабораторией Петербургского института ядерной физики имени Б. П. Константинова, заслуженный деятель науки Российской Федерации (2001).
Окончил Ленинградский политехнический институт им. М. И. Калинина (1953).
С 1953 г. работал в Ленинградском (Петербургском) институте ядерной физики имени Б. П. Константинова АН СССР (РАН): младший, старший научный сотрудник, с 1963 г. руководитель сектора «Мезоны и мезоатомы», с 1986 по 2002 г. заведующий лабораторией мезонной физики, с 2002 г. ведущий научный сотрудник.
Специалист в области мезонной физики и электромагнитных взаимодействий. Автор более 300 научных публикаций, в том числе монографии.
Основатель научной школы по изучению взаимодействия элементарных частиц пи-мезонов с нуклонами атомного ядра.
Под его руководством защищено 15 кандидатских диссертаций.
Председатель оргкомитета проходившего в апреле 1989 года в Гатчине на базе ЛИЯФ третьего международного симпозиума «Пион-нуклонные и нуклон-нуклонные взаимодействия», в котором участвовали около 150 физиков из СССР, Великобритании, Бельгии, Венгрии, Канады, США, Финляндии, Франции, ФРГ, Швейцарии, Югославии, Японии.
Заслуженный деятель науки Российской Федерации (2001). Награждён двумя медалями СССР.
Сочинения:
- Сравнение ионизационных и калориметрических измерений потока энергии Y-излучения от электронных ускорителей : диссертация … кандидата физико-математических наук : 01.00.00. — Ленинград, 1961. — 149 с. : ил.
- Исследование упругого пион-нуклонного рассеяния в области низколежащих ПN-резонансов : диссертация … доктора физико-математических наук : 01.04.01. — Ленинград, 1985. — 329 с. : ил.
- Измерение полной энергии пучков тормозного излучения от электронных ускорителей [Текст] / А. П. Комар, С. П. Круглов, И. В. Лопатин ; АН СССР. Ленингр. ин-т ядерной физики. - Ленинград : Наука. Ленингр. отд-ние, 1972. - 172, XLIII с. : ил.; 22 см.
- Отчет о командировке в Англию [Текст] / АН СССР. ВИНИТИ. — Москва : [б. и.], 1973. — 54 с.; 21 см.
- Термолюминесцентный дозиметрический прибор [Текст] / С. П. Круглов, В. Д. Савельев. — Ленинград : [б. и.], 1973. — 22 с. : ил.; 20 см. — (Препринт/ АН СССР. Ленингр. ин-т ядерной физики им. Б. П. Константинова; № 55).
- Расчеты распределения поглощенной энергии и спектров частиц в электронно-фотонных ливнях в свинце [Текст] / М. Я. Борковский, С. П. Круглов. — Ленинград : [б. и.], 1971. — 56 с. : граф.; 20 см. — (Препринт/ АН СССР. Физ.-техн. ин-т им. А. Ф. Иоффе; 313).
- Фазовый анализ 'пN-рассеяния в области энергий 160—600 МэВ / В. В. Абаев, С. П. Круглов. — СПб. : ПИЯФ, 1992. — 43 с. : граф.; 20 см. — (Препринт. Рос. акад. наук, Петербург. ин-т ядер. физики им. Б. П. Константинова; N 1794).
- А. П. Комар, С. П. Круглов, И. В. Лопатин, «Новый прибор для определения интенсивности γ-излучения — гаусс-квантометр», Докл. АН СССР, 167:4 (1966), 785—788